# Portel-des-Corbières
Portel-des-Corbières (okzitanisch Portèl de las Corbièras) ist eine Gemeinde mit 1288 Einwohnern (Stand 1. Januar 2022) in Frankreich Sie liegt im Département Aude in der Region Okzitanien. Portel-des-Corbières ist Teil des Gemeindeverbands Le Grand Narbonne und liegt in der Landschaft Corbières maritimes.
Die Einwohner der Gemeinde heißen Portelais.
Die Gemeinde liegt im Regionalen Naturpark Narbonnaise en Méditerranée.

## Bevölkerungsentwicklung
| Jahr | Einwohner |
| ---- | --------- |
| 1962 | 857       |
| 1968 | 881       |
| 1975 | 836       |
| 1982 | 889       |
| 1990 | 971       |
| 1999 | 1053      |
| 2016 | 1343      |

## Weinbau
Ein Teil der landwirtschaftlichen Flächen dient dem Weinbau und die Weinberge liegen innerhalb der geschützten Herkunftsbezeichnung Corbières. Darüber hinaus dürfen die Weine unter dem Namen des Landweins Vin de pays des Coteaux du Littoral Audois vermarktet werden.